# ميك توماس
ميك توماس (بالإنجليزية: Mick Thomas)‏ هو مغني وكاتب أغاني أسترالي، ولد في 7 فبراير 1960 في Yallourn ‏ في أستراليا.

## وصلات خارجية
- الموقع الرسمي
- ميك توماس على موقع ميوزك برينز (الإنجليزية)
- ميك توماس على موقع ديسكوغز (الإنجليزية)